# San Martino (Colle Umberto)
San Martino (San Martin de Coe in veneto) è l'unica frazione del comune di Colle Umberto, in provincia di Treviso.

## Geografia fisica
San Martino fa parte della catena collinare di Colle Umberto, sui due colli più alti della quale sono nati i due centri abitati. La frazione è a nord-est del capoluogo, in luogo panoramico. Dal colle si dominano, sul versante est e cinti dal contorno delle Prealpi Bellunesi, i colli di Ogliano e di Carpesica, l'area di San Giacomo di Veglia e di Vittorio Veneto, e i paesi della pedemontana. Sull'altro versante si distinguono Cordignano e l'area di Godega di Sant'Urbano e di Orsago. È proprio a est del colle che si apre una pianura molto fertile e ricca di acque, caratteristiche dovute alla presenza del Meschio.

## Monumenti e luoghi d'interesse

### Architetture religiose

#### La chiesa arcipretale
Dedicata a San Martino, il santo che dà nome anche al paese, la chiesa è sul punto più alto del colle, dove al suo fianco svetta l'alto campanile.
La struttura è di origine quattrocentesca, rimaneggiata poi nel XIX secolo, quando è arrivata a stabilizzare il proprio aspetto. La facciata è a capanna con timpano contenente il rosone; al centro un grande medaglione contiene la raffigurazione del santo, mentre la parte bassa è abbellita da un porticato rinascimentale con sette archi a tutto sesto (due sono laterali). Da questo si accede al portale.
All'interno, a una navata, si incontrano subito, ai due lati dell'ingresso, il fonte battesimale (1540) in pietra con copertura metallica scolpita e l'acquasantiera in marmo. Il soffitto è impreziosito da un grande affresco rappresentante La gloria di San Martino e l'assunzione in cielo della Vergine fortemente rimaneggiato nel Novecento. La pala d'altare con San Martino tra i santi Antonio e Floriano è una tavola di Gaspare Fiorentini, del 1678.

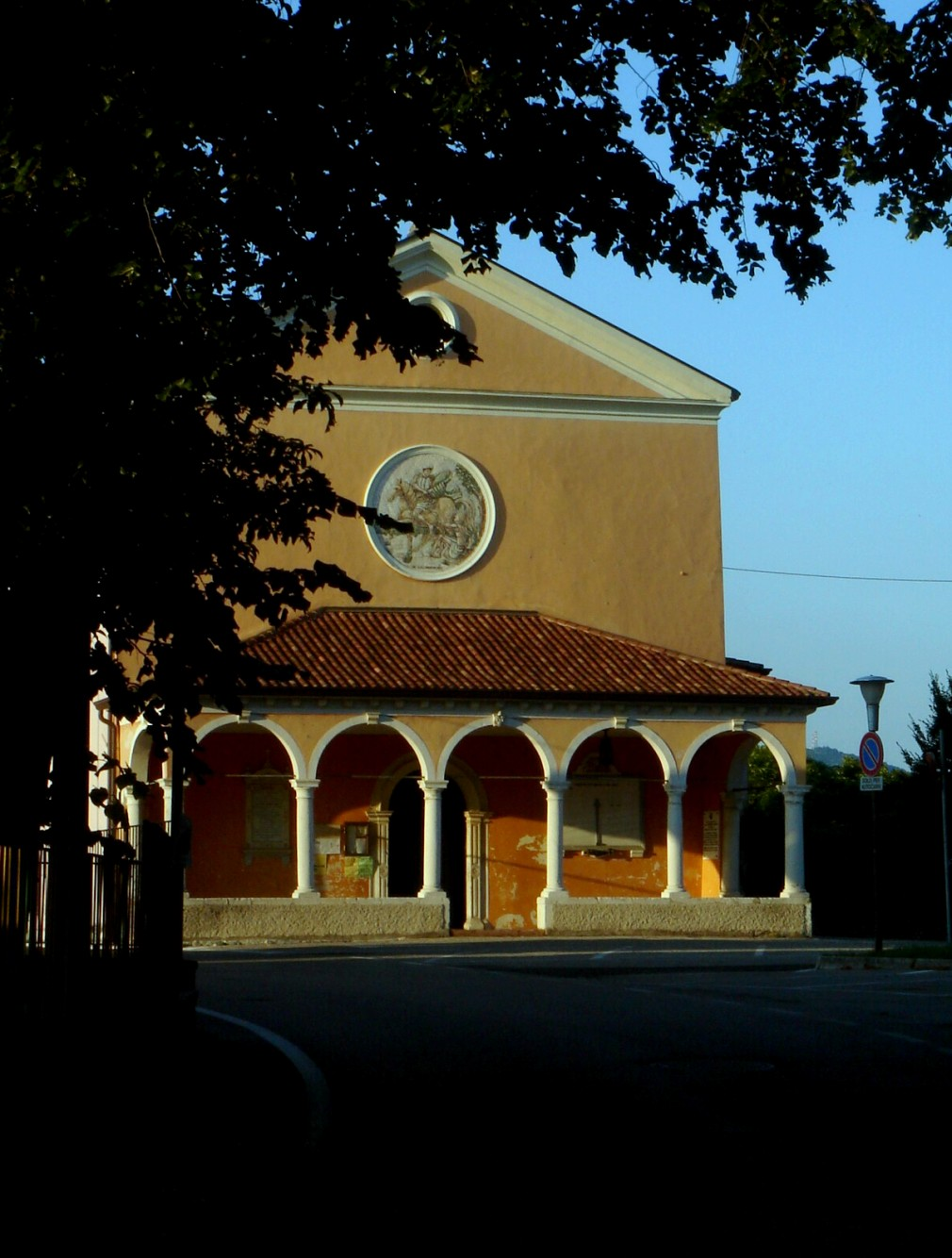
La chiesa di San Martino
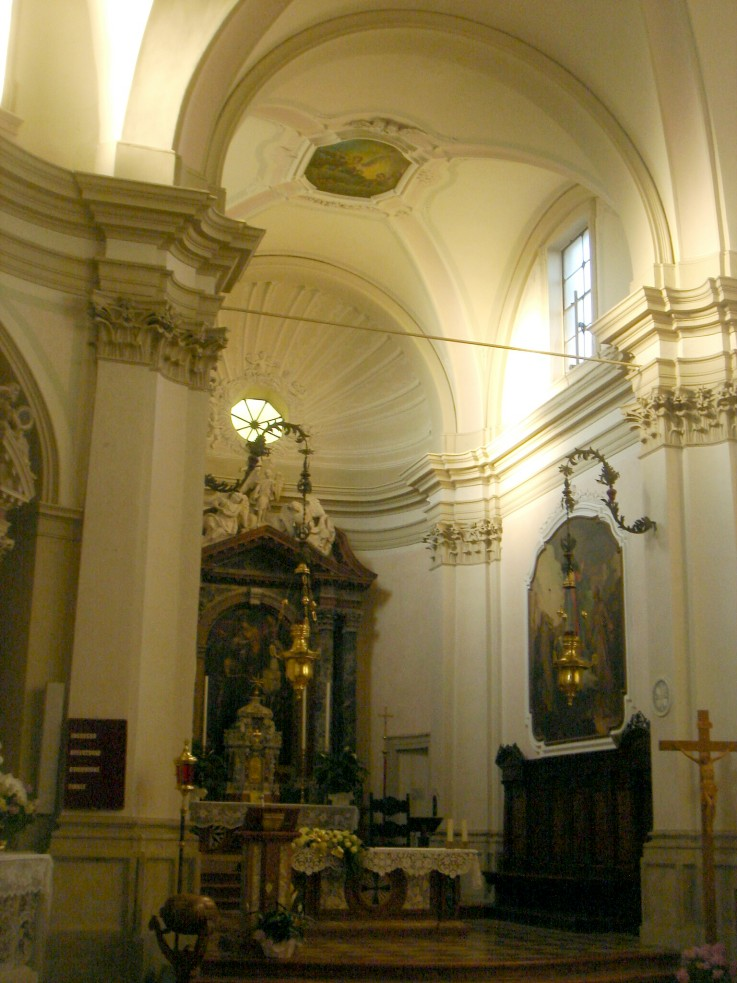
Interno della chiesa di San Martino, l'altar maggiore
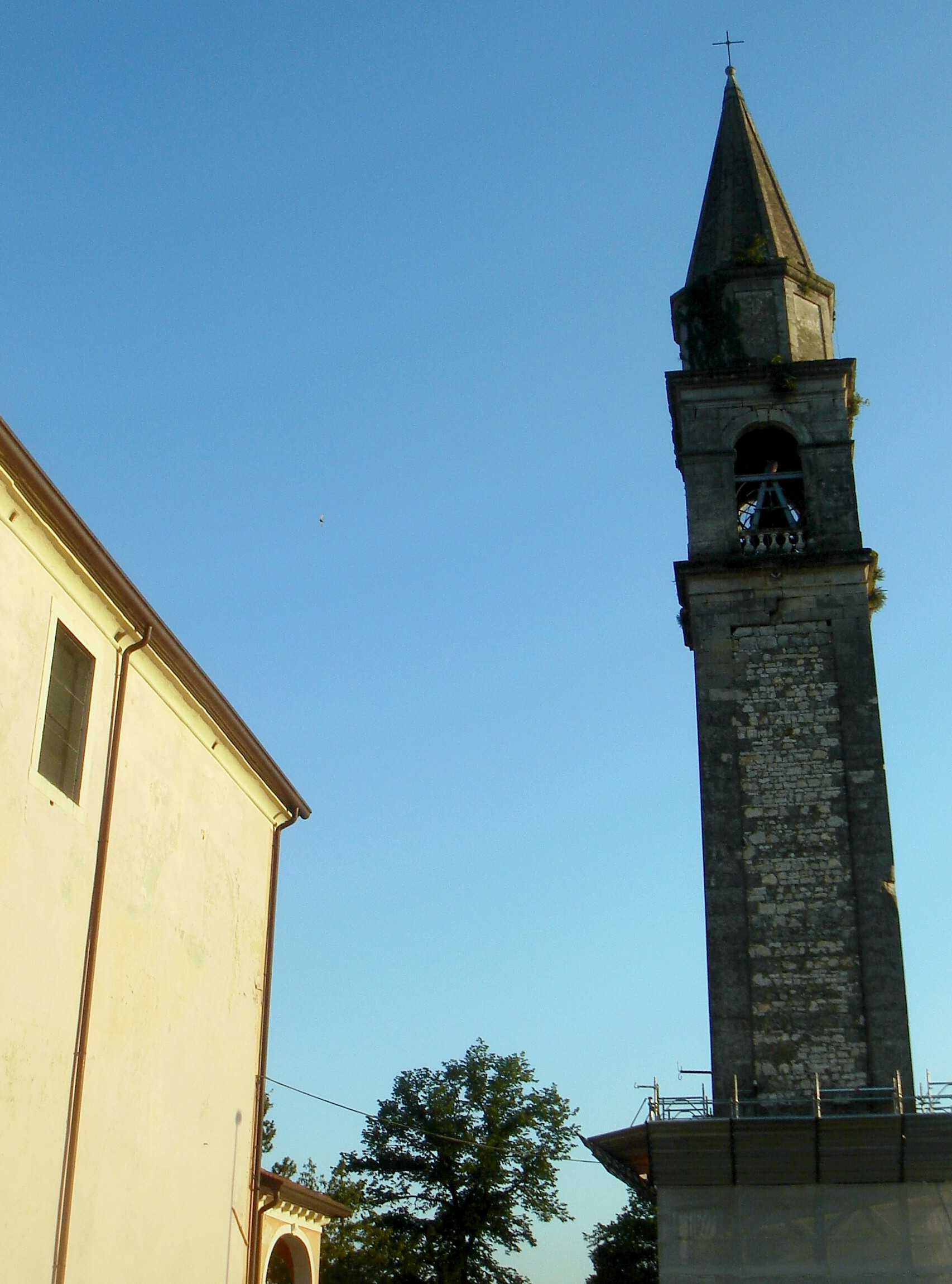
Il campanile
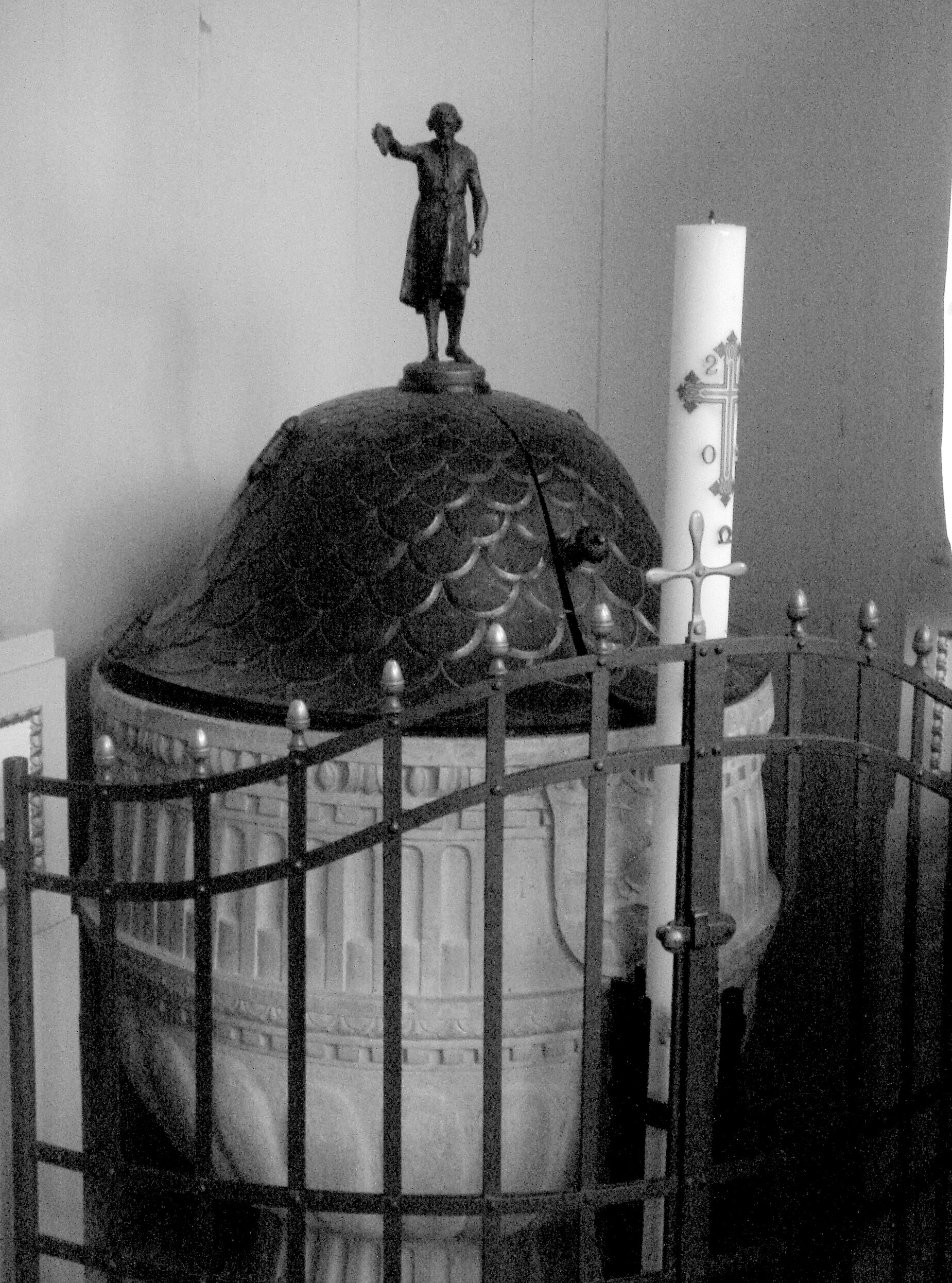
Il fonte battesimale, a sinistra dell'ingresso

#### Gli oratori
Piccole strutture votive sono costruite in ciascun borgo del paese, legate a un culto popolare profondamente radicato, sviluppatosi nei secoli in cui l'economia di San Martino era esclusivamente legata al mondo rurale, di cui i segni restano ancora ben visibili.
Di seguito sono riportati gli oratori che caratterizzano il territorio e i punti fondamentali di San Martino:
- Oratorio di Borgo San Rocco: dedicato a San Rocco, si trova ai piedi della salita che conduce alla chiesa arcipretale: fu qui voluto dalla comunità nel XIX secolo, come voto per il superamento della peste che imperversava tra 1852 e 1854.
Ha facciata a capanna con timpano e due finestre con cornice di pietra. Una celletta posta sul lato destro contiene la campana.
- Oratorio di Borgo Gaziol: dedicato a Santa Croce e a San Pietro, di esso si hanno notizie a partire dal 1713. La storia dell'oratorio si lega a quella della famiglia illustre che visse e diede nome al borgo, i Gazzuoli, dei quali fu lungamente la proprietà della struttura religiosa, oggi della parrocchia.
L'oratorio, incastonato nel complesso degli edifici di Borgo Gaziol, si presenta con struttura simile a quella dell'oratorio di San Rocco.
- Oratorio di Borgo Mescolino: è l'oratorio più importante di San Martino, fondato già prima del 1478 e rimaneggiato nel Settecento; è consacrato alla Madonna della Salute.
L'edificio, con il campanile integrato nella parte sinistra della facciata a capanna, costituisce uno dei lati della piazzetta di Borgo Mescolino.
- Oratorio di Borgo Campion: risalente agli ultimi anni del Seicento, è dedicato a Sant'Antonio abate.

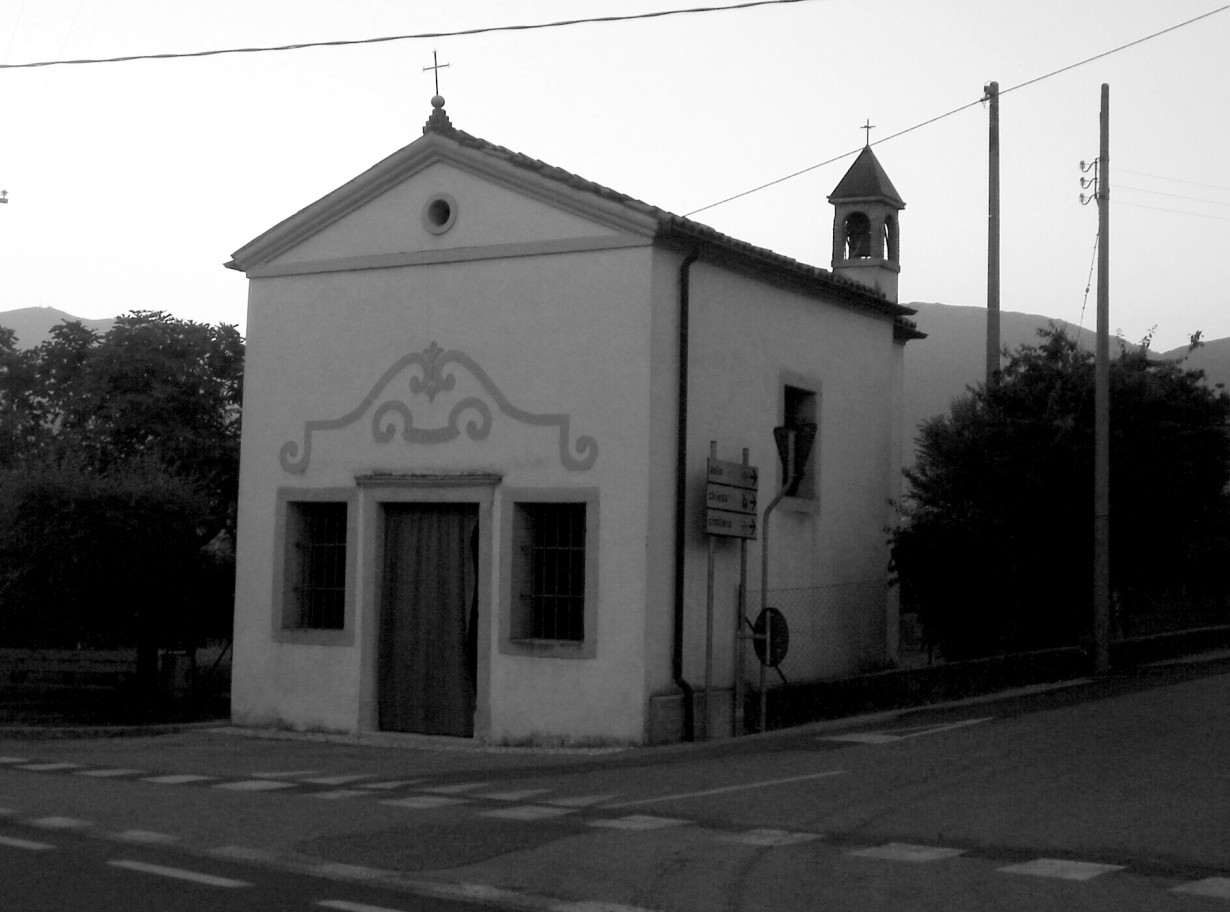
Oratorio di Borgo San Rocco
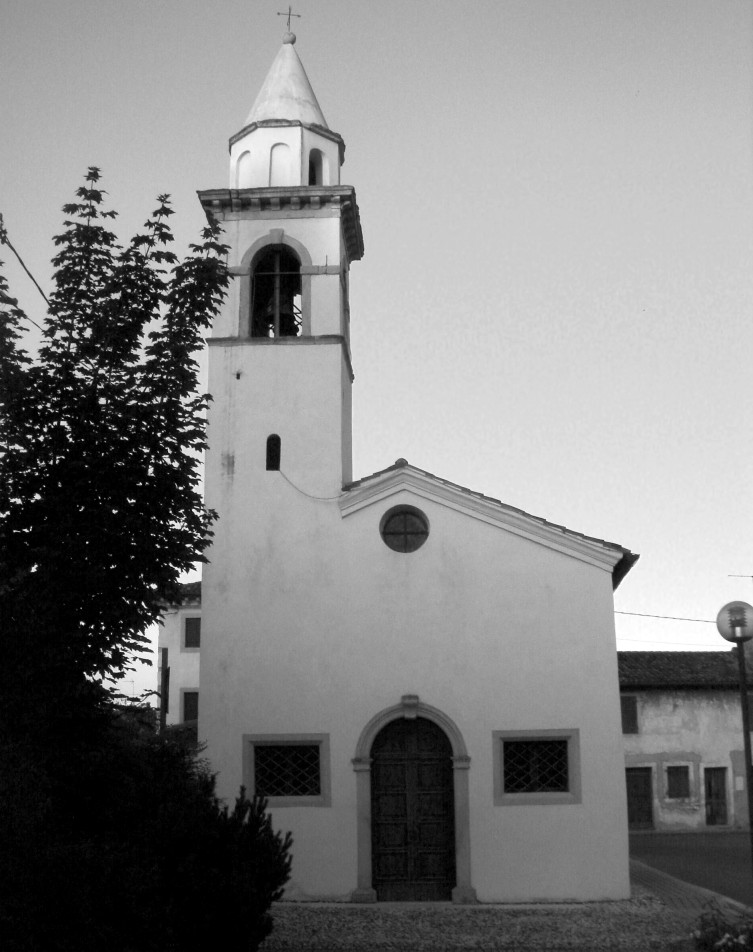
Oratorio di Borgo Mescolino
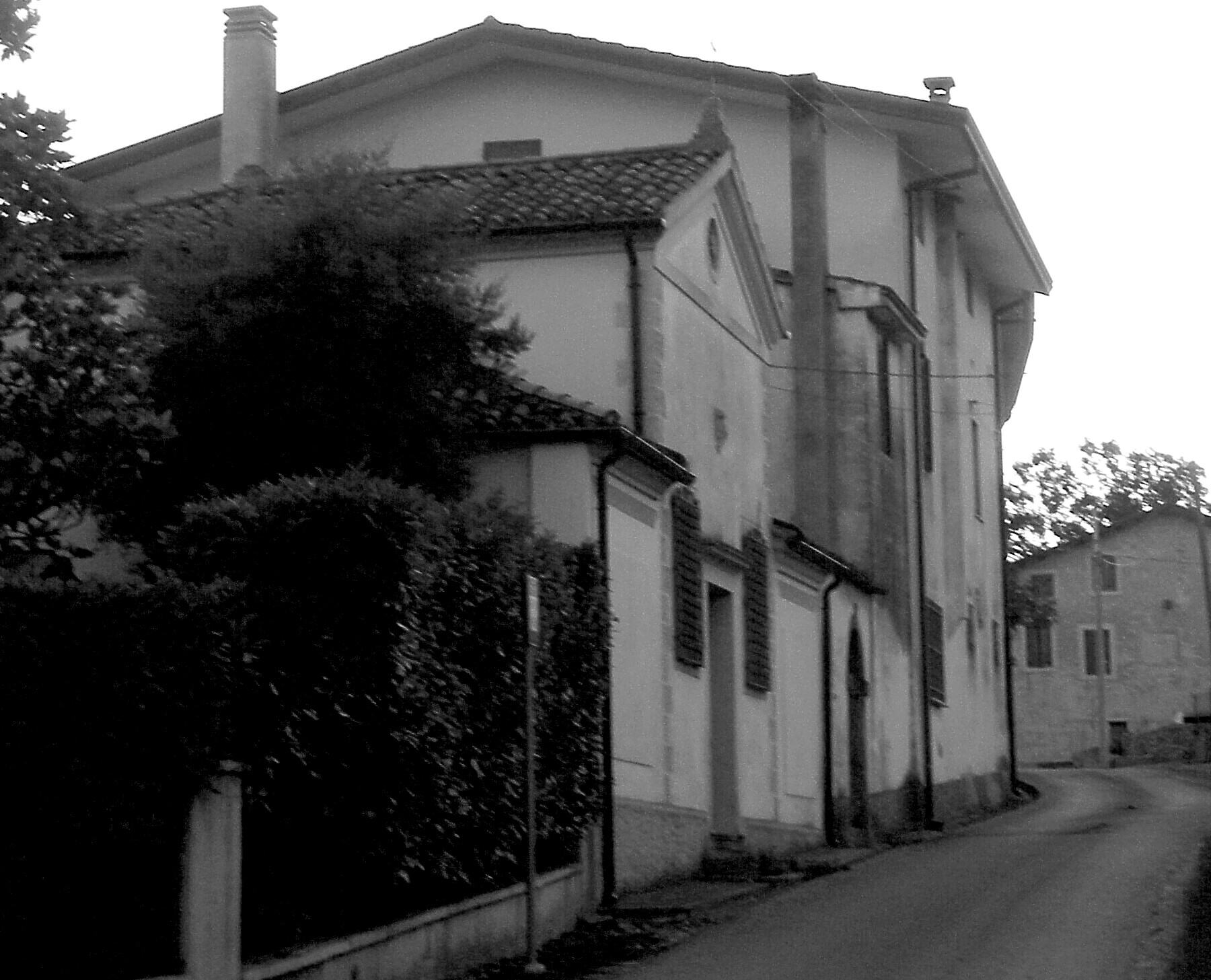
Oratorio di Borgo Gaziol

### Architetture civili

#### I borghi

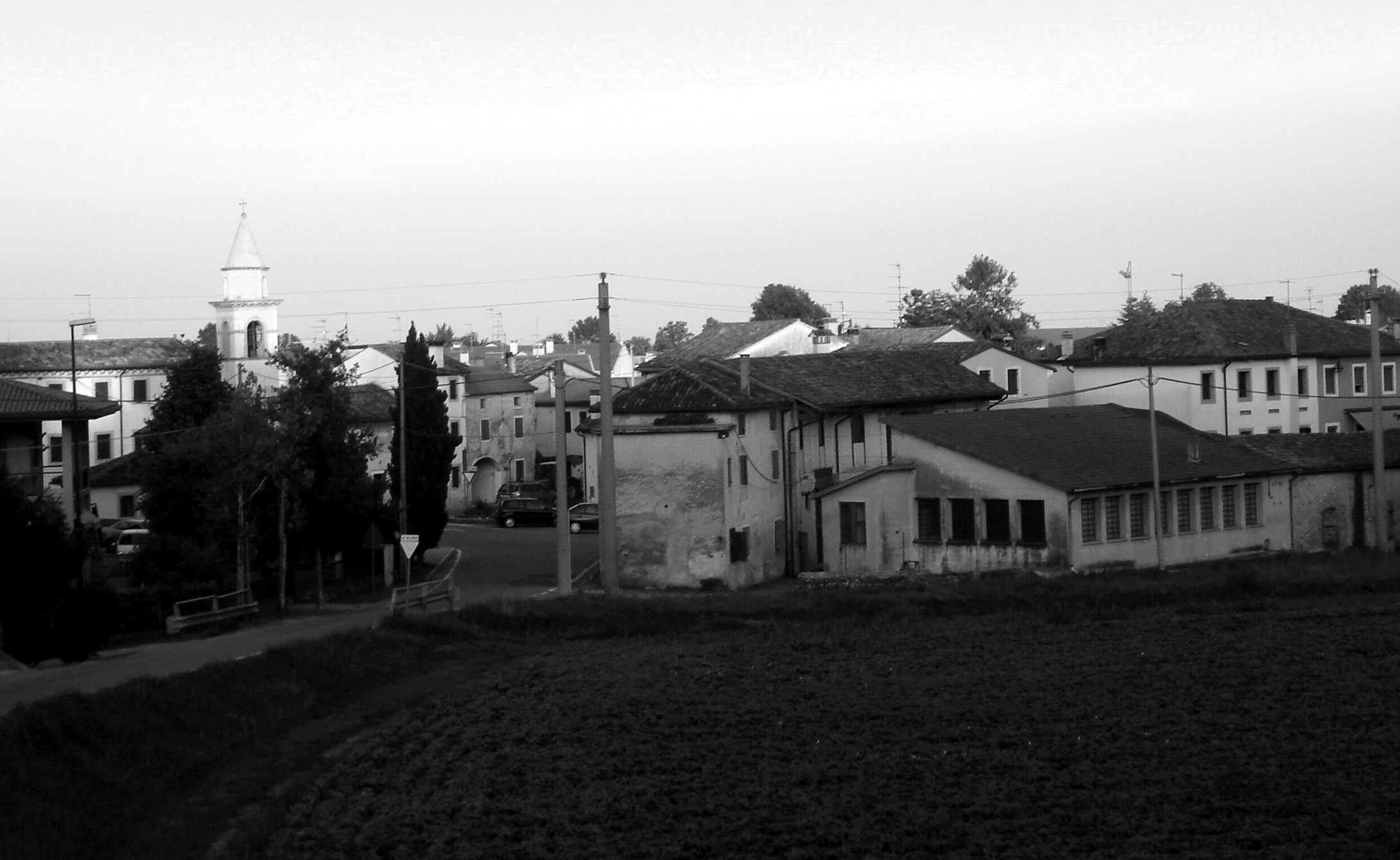
Borgo Mescolino

San Martino nasce come insieme di borghi, i quali caratterizzano i diversi angoli del territorio della frazione. È a partire da questi nuclei e intorno ad essi, normalmente di dimensioni contenute, che l'edilizia novecentesca ha accresciuto le dimensioni dei centri abitati, specie nei primi quattro casi.
I borghi dell'area ovest del colle:
- Borgo San Rocco: presso l'imbocco del viale che conduce alla chiesa, è posto lungo la via che collega la frazione al capoluogo.
- Borgo Campion: situato sulla Strada Provinciale 71 che conduce a Vittorio Veneto.
- Borgo Rive Bet: disposto a metà del colle della chiesa, sul versante che guarda verso Colle Umberto.

I borghi dell'area est del colle:
- Borgo Mescolino: ai piedi di via del Calvario, alle spalle del colle della chiesa, prende il nome dal vicino fiume Meschio, presso il quale si trovano i mulini.
- Borgo Gaziol: borgo dove risiedeva la famiglia Gazzuoli, situato in area principalmente rurale
- Borgo Maiole: in area pianeggiante, tra Borgo Mescolino e Borgo Gaziol, è circondato da una vasta area agricola.

## Cultura

### Eventi
- In estate, il centro civico fa ogni anno da contesto a manifestazioni musicali.
- In autunno, il Festival Internazionale dei burattini Fausto Braga ha luogo in Borgo Mescolino.
- In inverno, con scadenza biennale, si tiene il Concerto di Natale.